# Bánffy Kazimír
Losonci báró Bánffy Kazimír (Apanagyfalu, 1866. augusztus 1. – Kolozsvár, 1922. szeptember 10.) Alsó-Fehér vármegye alispánja.

## Életútja
A család bárói ágából származott, losonci báró Bánffy Dezső (1843–1911), a magyar királyság miniszterelnöke, és magyargyerőmonostori báró Kemény Mária (1844–1884) öt gyermeke közül a legidősebb volt.
Fugadon lakott, onnan járt be Gyulafehérvárra.
1908-ban az Erdélyi Kárpát-Egyesület újjászervezett, Nagyenyed székhelyű Alsófehérmegyei Osztályának elnöke lett.

## Házassága és gyermekei
1890. október 9-én, Kolozsváron feleségül vette tarcsafalvi Pálffy Máriát (1868-1941), akinek szülei tarcsafalvi Pálffy Dénes (1837–1907), a székelykeresztúri unitárius kollégium felügyelő gondnoka, egyházi tanácsos, vármegyei törvényhatósági bizottsági tag, és losonci báró Bánffy Jozefa (1843-1893) voltak. Bánffy Kazimírnak és tarcsafalvi Pálffy Mária házasságából két gyermekük született:
- Marianna (1891–1966)
- Dániel (1893–1955).[1] Első neje, Atzél Linda. Második felesége, gróf zicsi és vázsonykői Zichy Mária Huberta (1906–2002), akinek tőle hét gyermeke született.